# Йылдыз, Кенан
Кена́н Йылды́з (тур. Kenan Yıldız; род. 4 мая 2005, Регенсбург, Бавария) — турецкий футболист, атакующий полузащитник итальянского клуба «Ювентус» и сборной Турции. Участник чемпионата Европы 2024.

## Клубная карьера
Кенан Йылдыз — воспитанник немецких клубов «Заллерн Регенсбург», «Ян Регенсбург» и «Бавария». В 2022 году присоединился к итальянскому «Ювентусу». 17 декабря 2022 года дебютировал за фарм-клуб «Ювентус Некст Джен» в матче Серии C против клуба «Виртус Верона». 20 августа 2023 года дебютировал за основную команду клуба, выйдя на замену в матче Серии A против «Удинезе». 23 декабря 2023 года Йылдыз впервые вышел в стартовом составе «Ювентуса» на матч Серии A против «Фрозиноне», он также отметился первым забитым мячом за клуб. 15 мая 2024 года вместе с «Ювентусом» выиграл Кубок Италии.
17 сентября 2024 года Йылдыз дебютировал в Лиге чемпионов, выйдя в стартовом составе и отличившись забитым мячом в матче против ПСВ. Это был первый гол, забитый в новом формате турнира. Кенан также стал самым молодым бомбардиром «Ювентуса» в Лиге чемпионов, побив рекорд легенды клуба Алессандро Дель Пьеро.

## Карьера в сборной
Выступал за сборные Турции до 17 лет и до 21 года, а также за главную сборную.

## Клубная статистика
| Выступление      | Выступление      | Выступление      | Чемпионат | Чемпионат | Кубок | Кубок | Еврокубки | Еврокубки | Прочие | Прочие | Итого | Итого |
| Клуб             | Лига             | Сезон            | Игры      | Голы      | Игры  | Голы  | Игры      | Голы      | Игры   | Голы   | Игры  | Голы  |
| ---------------- | ---------------- | ---------------- | --------- | --------- | ----- | ----- | --------- | --------- | ------ | ------ | ----- | ----- |
| Ювентус          | Серия A          | 2023/24          | 27        | 2         | 5     | 2     | 0         | 0         | 0      | 0      | 32    | 4     |
| Ювентус          | Серия A          | 2024/25          | 18        | 3         | 1     | 0     | 6         | 1         | 1      | 1      | 26    | 5     |
| Ювентус          | Итого            | Итого            | 45        | 5         | 6     | 2     | 6         | 1         | 1      | 1      | 58    | 9     |
| Всего за карьеру | Всего за карьеру | Всего за карьеру | 45        | 5         | 6     | 2     | 6         | 1         | 1      | 1      | 58    | 9     |

## Достижения
«Ювентус»
- Обладатель Кубка Италии: 2023/24